# Комета Ікея — Секі
Комета Ікея — Секі, C/1965 S1 (Ікея — Секі) — довгоперіодична комета, яку, незалежно один від одного, відкрили японські спостерігачі Ікея Каору і Секі Цутому. Уперше спостерігалася 18 вересня 1965 року як слабкий телескопічний об'єкт. Перші обчислення її орбіти показали, що 21 жовтня вона пройде на відстані всього близько 450 тис. км над поверхнею Сонця і, можливо, стане надзвичайно яскравою.
Очікування виправдалися: коли комета наблизилася до перигелію, спостерігачі повідомляли, що її було ясно видно навіть на денному небі поруч із Сонцем. У Японії комета проходила перигелій опівдні за місцевим часом і мала зоряну величину −17m, тобто була в 60 разів яскравішою від повного місяця. Комета Ікея — Секі виявилася однією з найяскравіших комет останнього тисячоліття, і тому іноді її називають «Великою кометою 1965 року».
Незадовго до проходження перигелію комета розпалася на три частини. Три фрагменти продовжували рухатися майже ідентичними орбітами, і комета знову стала видною на ранковому небі в кінці жовтня, демонструючи дуже яскравий хвіст. На початку 1966 року комета перестала спостерігатися, оскільки прямувала в зовнішню частину Сонячної системи.
Комета Ікея — Секі належить до сімейства навколосонячних комет Крейца, для яких характерна виключно мала перигелієва відстань, і які, можливо, є фрагментами однієї великої комети, яка зруйнувалася 1106 року.

## Галерея

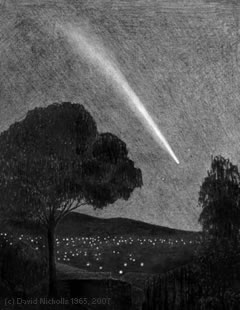
Комета C/1965 S1 (Ікея — Секі). Вигляд із Канберри, 31 жовтня 1965 року. Малюнок Девіда Ніколса.
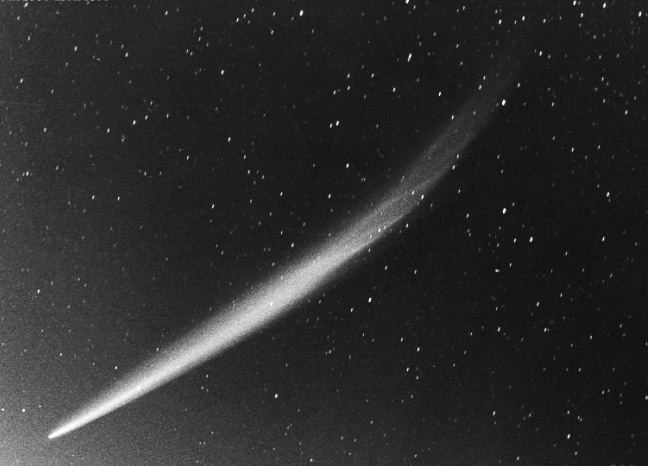
Комета C/1965 S1 (Ікея — Секі), 30 жовтня 1965 року. Фото Джеймса Янга (Обсерваторія Столова Гора/JPL/NASA)
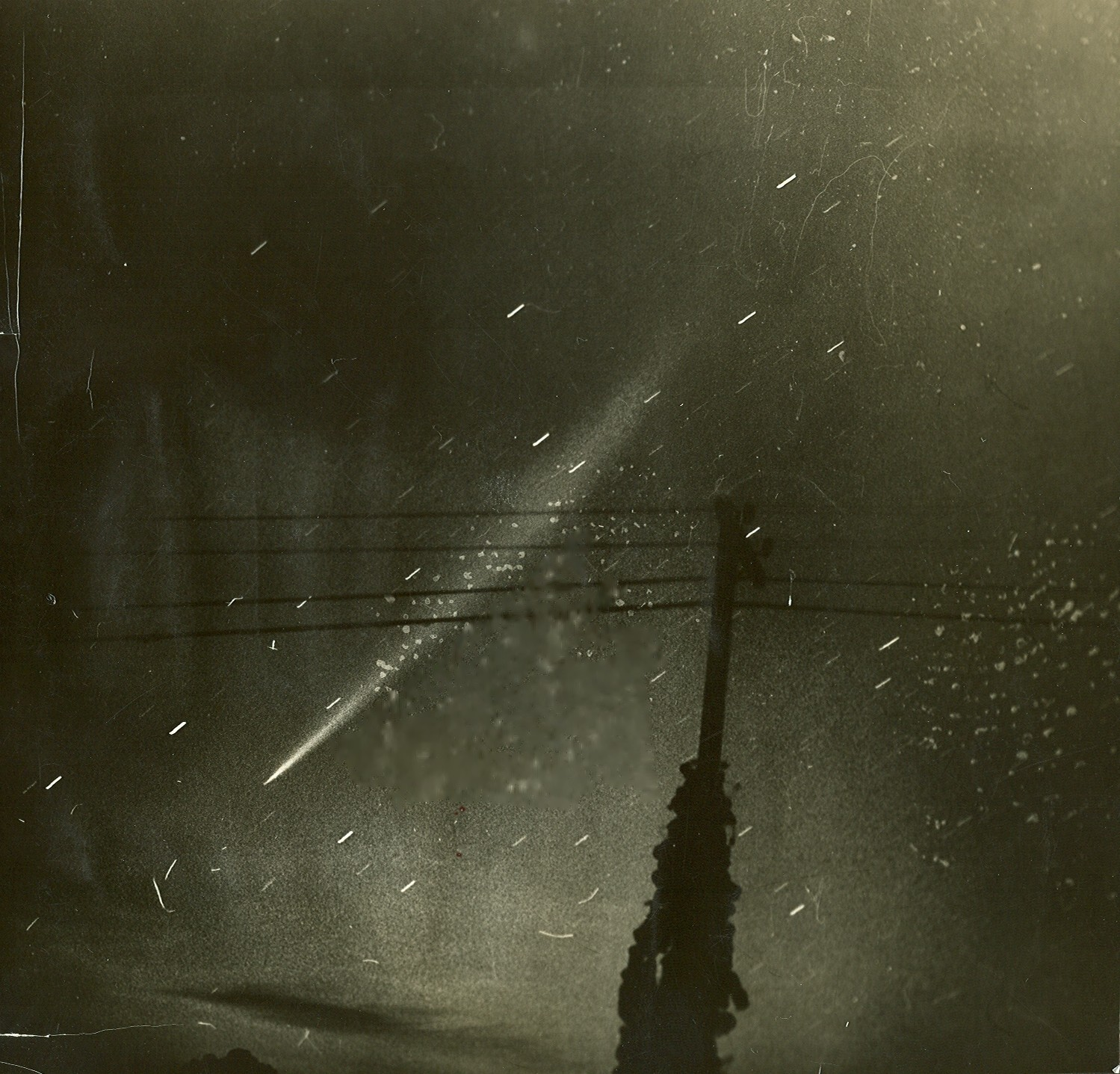
Комета C/1965 S1 (Ікея — Секі). Фото Мейнарда Піттендрея